# プリンシパル (漫画)
『プリンシパル』は、いくえみ綾による日本の漫画作品。『Cookie』（集英社）にて2010年11月号から2013年9月号まで連載されていた（2012年9月号より隔月刊）。単行本は全7巻。

## あらすじ
母の4度目の結婚相手と上手くいかず、入ったばかりの女子校では些細なことが原因でハブられるようになった住友糸真は、実父を頼って北海道へ引っ越す。
転校先の学校で、学校中の女子生徒から人気がある和央とその幼なじみの弦と親しくなる。女子の間には「2人はみんなのもの」という暗黙の掟があるらしく、2人と仲良くするとまた居場所をなくしてしまうと不安になる糸真だったが、時すでに遅く、和央に恋に落ちてしまっていた。しかしその後、互いの両親が再婚し、糸真と和央は姉弟となる。

## 登場人物
住友 糸真（すみとも しま）
15歳。高校1年生。母の3度目の再婚相手と折り合いが悪く、学校では些細なことが原因で無視されるようになり、家にも学校にも居場所をなくしてしまう。母の計らいで、実父を頼って北海道へ引っ越す。
クラスメイトで家が近所の和央と弦と親しくなるが、“2人と仲良くすると無視される”という噂通り、一時は女友達を無くすが、晴歌とは腹を割って話せる仲になり、より深い友達関係を築く。父と和央の母が再婚し、和央への想いを断ち切るために、晴歌に男友達を紹介してもらう。
桜井 和央（さくらい わお）
糸真のクラスメイト。虚弱体質で、学校を休みがち。幼い頃から、幼なじみの弓のことが好き。母の再婚後も学校では桜井姓を名乗る。
舘林 弦（たてばやし げん）
糸真のクラスメイト。和央とは幼なじみ。幼い頃、和央を女の子だと思い込んでいたため、和央が初恋の相手。
国重 晴歌（くにしげ はるか）
糸真のクラスメイト。転校初日から糸真に優しく接してくれたが、糸真が弦と和央と親しくしていることが気に入らず、糸真に嫌がらせをしたが後に和解し親友となる。弦のことが好きで、後に付き合い始める。
舘林 弓（たてばやし ゆみ）
弦の姉。糸真の学校の音楽教師。音大出で、かつてはオペラ歌手を志していた。音楽では食べていけないという理由でお見合い結婚をしたが、夫の浮気が原因で離婚し出戻ってきた。
和央との関係を母親に猛反対され、意志を貫くために自立しようと一人暮らしを始める。
すみれ
和央の家で飼われている犬。離婚した弓が連れ帰ってきたが、母親が動物嫌いのため、近所でもある和央の家で飼ってもらっている。
住友 泰弘（すみとも やすひろ）
糸真の父。翻訳や脚本などの仕事をしている。夜に糸真とスーパーへ買い物に行った際に、由香理に一目惚れしてしまう。
住友 由香理（すみとも ゆかり）【旧姓：桜井】
和央の母。スーパーでパートタイマーで働く。保険のセールスレディや夜の仕事をしていたこともある。
当初は泰弘を不気味に思っていたが、話すうちに人柄を理解していき、再婚を決意した。

## 書誌情報
- いくえみ綾 『プリンシパル』 集英社〈マーガレットコミックス・Cookie〉 全7巻
  1. 2011年5月25日発売、ISBN 978-4-08-846657-6
  2. 2011年7月25日発売、ISBN 978-4-08-846680-4
    - 「プリンシパル番外編 Episode8.5」（『Cookie』2011年7月号） - すみれの視点で描かれる番外編
    - 「2010年チョコの旅」（『Cookie』2010年10月号） - エッセイ漫画

  3. 2011年12月22日発売、ISBN 978-4-08-846733-7
  4. 2012年4月13日発売、ISBN 978-4-08-846761-0
  5. 2012年10月15日発売、ISBN 978-4-08-846837-2
  6. 2013年3月25日発売、ISBN 978-4-08-845005-6
  7. 2013年9月25日発売、ISBN 978-4-08-845092-6

## 小説
- いくえみ綾原作、山本瑤著『映画ノベライズ プリンシパル 恋する私はヒロインですか?』〈集英社オレンジ文庫〉、全1巻
  - 2018年1月19日発売、ISBN 978-4-08-680175-1
- いくえみ綾原作、百瀬しのぶ著、持地佑季子脚本『プリンシパル 〜恋する私はヒロインですか？〜 映画ノベライズ みらい文庫版』〈集英社みらい文庫〉、全1巻
  - 2018年1月26日発売、ISBN 978-4-08-321417-2
- いくえみ綾原、作百瀬しのぶ著『プリンシパル まんがノベライズ特別編〜弦の気持ち、ときどきすみれ〜』〈集英社みらい文庫〉、全1巻
  - 2018年2月09日発売、ISBN 978-4-08-321418-9

## 映画
『プリンシパル〜恋する私はヒロインですか？〜』のタイトルで実写映画化され、2018年3月3日にアニプレックスの配給により公開。ジャニーズWESTの小瀧望と黒島結菜がW主演。

### キャスト
- 住友糸真：黒島結菜[2]
- 舘林弦：小瀧望（ジャニーズWEST）[2]
- 桜井和央：高杉真宙[3]
- 国重晴歌：川栄李奈[4]
- 舘林弓：谷村美月[4]
- 金沢雄大：市川知宏[4]
- 工藤梨里：綾野ましろ[4]
- 菅原怜英：石川志織[4]
- 舘林琴：中村久美[4]
- 三浦真智：鈴木砂羽[4]
- 桜井由香里：白石美帆[4]
- 住友泰弘：森崎博之（TEAM NACS）[4][2]

### スタッフ
- 原作：いくえみ綾「プリンシパル」（集英社マーガレットコミックス刊）
- 監督：篠原哲雄
- 脚本：持地佑季子
- 音楽：世武裕子
- オープニング主題歌：ジャニーズWEST「プリンシパルの君へ」
- エンディングテーマ：Little Glee Monster「ギュッと」
- 挿入歌：CHiCO with HoneyWorks「ツノルキモチ」
- 製作：岩上敦宏、村松俊亮、吉崎圭一、藤島ジュリーK.、木下直哉、森谷雄、伊藤亜由美、本間欧彦、片山俊之、岡田美穂、竹田靑滋、木下暢起
- 企画：篠原廣人
- プロデュース：森谷雄
- エグゼクティブ・プロデューサー：三鍋尚貴
- スーパーバイザー：今野敏博
- チーフプロデューサー：前田利洋、井口高志
- プロデューサー：河村多芳子、梅本美幸、内藤真季子、森本友里恵
- アソシエイトプロデューサー：杉山剛
- 助監督：山本透
- ラインプロデューサー：的場明日香
- 撮影：上野彰吾（J.S.C）
- 照明：赤津淳一
- 録音：岩丸恒
- 美術：倉本愛子、都築雄二
- 装飾：小笠原悠里、西尾共未
- 衣装：遠藤良樹
- ヘアメイク：吉野節子、武田尚子
- 音響効果：渋谷圭介
- 編集：坂本久美子
- タイトル・VFX：本田貴雄
- スクリプター：杉本友美
- 制作担当：高橋輝光
- 協力：札幌市、札幌フィルムコミッション
- 原作協力：集英社クッキー編集部（梅岡光夫、松田充生、待井寿美子）
- 宣伝：スキップ、ガイエ
- 助成：札幌市映像制作助成金
- 配給：アニプレックス
- 製作プロダクション：アットムービー
- 製作：2018映画「プリンシパル」製作委員会（アニプレックス、ソニー・ミュージック エンタテインメント、電通、ジェイ・ストーム、木下グループ、アットムービー、クリエイティブオフィスキュー、北海道文化放送、テレビ大阪、関西テレビ放送、毎日放送、集英社）